# مصر في الألعاب الأولمبية الصيفية 2024
من المقرر أن تنافس مصر في الألعاب الأولمبية الصيفية 2024 في باريس في الفترة من 26 يوليو إلى 11 أغسطس 2024. منذ مشاركة مصر لأول مرة في عام أولمبياد 1912، شارك الرياضيون المصريون في كل نسخة من دورة الألعاب الأولمبية الصيفية باستثناء مناسبتين مختلفتين: دورة الألعاب الأولمبية الصيفية 1932 في لوس أنجلوس بسبب الكساد الكبير في جميع أنحاء العالم ودورة الألعاب الأولمبية الصيفية 1980 في موسكو، كجزء من المقاطعة التي قادتها الولايات المتحدة.

## الرياضات
| الرياضة | رجال | سيدات | المجموع |
| ------- | ---- | ----- | ------- |
| الرماية | 1    | 0     | 1       |
| المجموع | 1    | 0     | 1       |